# 起义电台

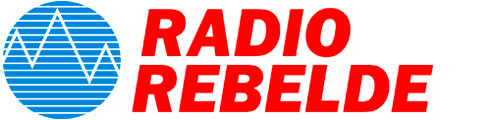
起义电台标志

起义电台（西班牙語：Radio Rebelde）是古巴的一个西班牙语广播电台。它全天24小时播出，节目内容丰富，包括当下的国内外音乐热门歌曲、新闻报道和现场体育赛事。该电台由切·格瓦拉于1958年在古巴东部的马埃斯特腊山脉地区创立，旨在传播由菲德尔·卡斯特罗领导的七·二六运动的目标。
起义电台通过短波传输，在古巴革命期间向古巴人民播送最新的战斗新闻、音乐和口述文学。如今，叛逆电台在FM波段拥有44个发射器，覆盖古巴98%的岛屿区域，此外还在60米波段的5.025 MHz（5025 kHz）频率上进行短波广播，并在多个AM频率上设有发射器，常见频率包括530、540、550、560、600、610、620、670、710、770、1180和1620 kHz，在哈瓦那则有FM 96.7 MHz频率。